# Шиллер, Натан Ефимович
Натан Ефимович (Натан-Фран Исаакович) Шиллер (29 августа 1923, Бердичев, Винницкая область, УССР, СССР — 11 октября 2019, США) — советский сценарист.

## Биография
Родился 29 августа 1923 года в г. Бердичеве. С 1924 г. вместе с семьей жил в Москве, сначала в Останкино, затем на Большой Марьинской ул. (д. 14, кв. 1). После окончания школы работал резьбошлифовщиком на заводе «Калибр». В 1944 ушёл на фронт в связи с Великой Отечественной войной, служил рядовым в 1-й воздушной армии. После демобилизации Н.Е.Шиллер вернулся в Москву и поступил на искусствоведческое отделение МГУ, который  окончил в 1951 году. В 1957 году он начал свою работу в области сценаристики, написав свой первый сценарий научно-популярного фильма «Художник Бахшеев» и с тех пор создал  свыше 100 сценариев для научно-популярного кино, а также 1 сценарий художественного кино («Чудотворец из Бирюлёва»). и документальный фильм «Слово жизни». Принимал также активное участие в  работе для различных научно-популярных журналов, написал книгу о пересадке органов. Всего было экранизировано  25 научно-популярных и учебных фильмов Н.Е.Шиллера.  С 1973 г. он жил в США. В постсоветское время приезжал в РФ. Автор воспоминаний, написанных в 2010-х гг.

## Фильмография

### Сценарист

#### Научно-популярное и учебное кино
- Автоматика — техника семилетки
- Наедине с природой
- Передовой опыт производства железобетона
- Размышление о портрете
- Художник Бахшеев
- Художник Ренато Гуттузо
- Шхуна Заря

#### Художественное кино
- Чудотворец из Бирюлёва

## Награды и премии
- Фестиваль строительных фильмов в Вене — научно-популярный фильм Передовой опыт производства железобетона получил почётную премию.